# Kate Grenville
Kate Grenville (n. 14 octombrie 1950) este o romancieră și  profesoară de scriere creativă de origine australiană.

## Premii și nominalizări

### Premii câștigate
- 1984 - The Australian/Vogel Literary Award pentru Lilian's Story
- 2001 - Orange Prize for Fiction pentru The Idea of Perfection
- 2006 - Commonwealth Writers' Prize for her novel The Secret River
- 2006 - New South Wales Premier's Literary Awards, Christina Stead Prize for fiction pentru The Secret River
- 2006 - New South Wales Premier's Literary Awards, Community Relations Commission Award pentru The Secret River

### Opere nominalizate
- 2006 - The Secret River - Miles Franklin Award și Man Booker Prize.

### Nuvele
- Grenville, Kate (1984). Bearded Ladies:Stories. U.Q.P. ISBN 0-7022-1716-6.

### Romane
- Grenville, Kate (1985). Lilian's Story. Allen & Unwin. ISBN 1-86448-284-2.
- Grenville, Kate (1986). Dreamhouse. U.Q.P. ISBN 0-7022-1959-2.
- Grenville, Kate (1988). Joan Makes History: A Novel. U.Q.P. ISBN 0-7022-2174-0.
- Grenville, Kate (1994). Dark Places. Picador. ISBN 0-330-33549-9 (Alternative title: Albion's Story).
- Grenville, Kate (2002). The Idea of Perfection. Viking Books. ISBN 0-670-03080-5.
- Grenville, Kate (2005). The Secret River. Text Publishing. ISBN 1-921145-25-0.The Age Review

### Non-ficțiune
- Grenville, Kate (1990). The Writing Book: A Manual for Fiction Writers. ISBN 0-04442124-9. Parametru necunoscut |Publisher= ignorat (posibil, |publisher=?) (ajutor)
- Grenville, Kate and Woolfe, Sue (1993). Making Stories: How Ten Australian Novels Were Written. ISBN 1-86373316-7. Parametru necunoscut |Publisher= ignorat (posibil, |publisher=?) (ajutor)
- Grenville, Kate (2001). Writing from Start to Finish: a Six-Step Guide. Parametru necunoscut |Publisher= ignorat (posibil, |publisher=?) (ajutor)
- Grenville, Kate (2006). Searching for the Secret River. ISBN 1-921145-39-0. Parametru necunoscut |Publisher= ignorat (posibil, |publisher=?) (ajutor)

### Traduceri
Olandeză
- De verborgen rivier, 2006, ISBN 90-414-1015-5

Germană
- Joan macht Geschichte, 1991, ISBN 3-499-12979-5
- Der verborgene Fluss, 2006, ISBN 3-570-00867-3

Italiană
- La storia di Lilian, 1998

Portugheză
- O Rio Secreto, 2007